# ARGO
ARGO SpA er en italiensk producent af traktorer og jordbrugsmaskiner. Virksomheden blev etableret af Valerio Morra i 1980 og er baseret i Fabbrico, Emilia-Romagna.
Deres mærker er:
- Landini
- McCormick
- Valpadana